# Rhyparus kitanoi
Rhyparus kitanoi är en skalbaggsart som beskrevs av Miyake 1982. Rhyparus kitanoi ingår i släktet Rhyparus och familjen Aphodiidae. Utöver nominatformen finns också underarten R. k. taiwanus.